# Mandapa

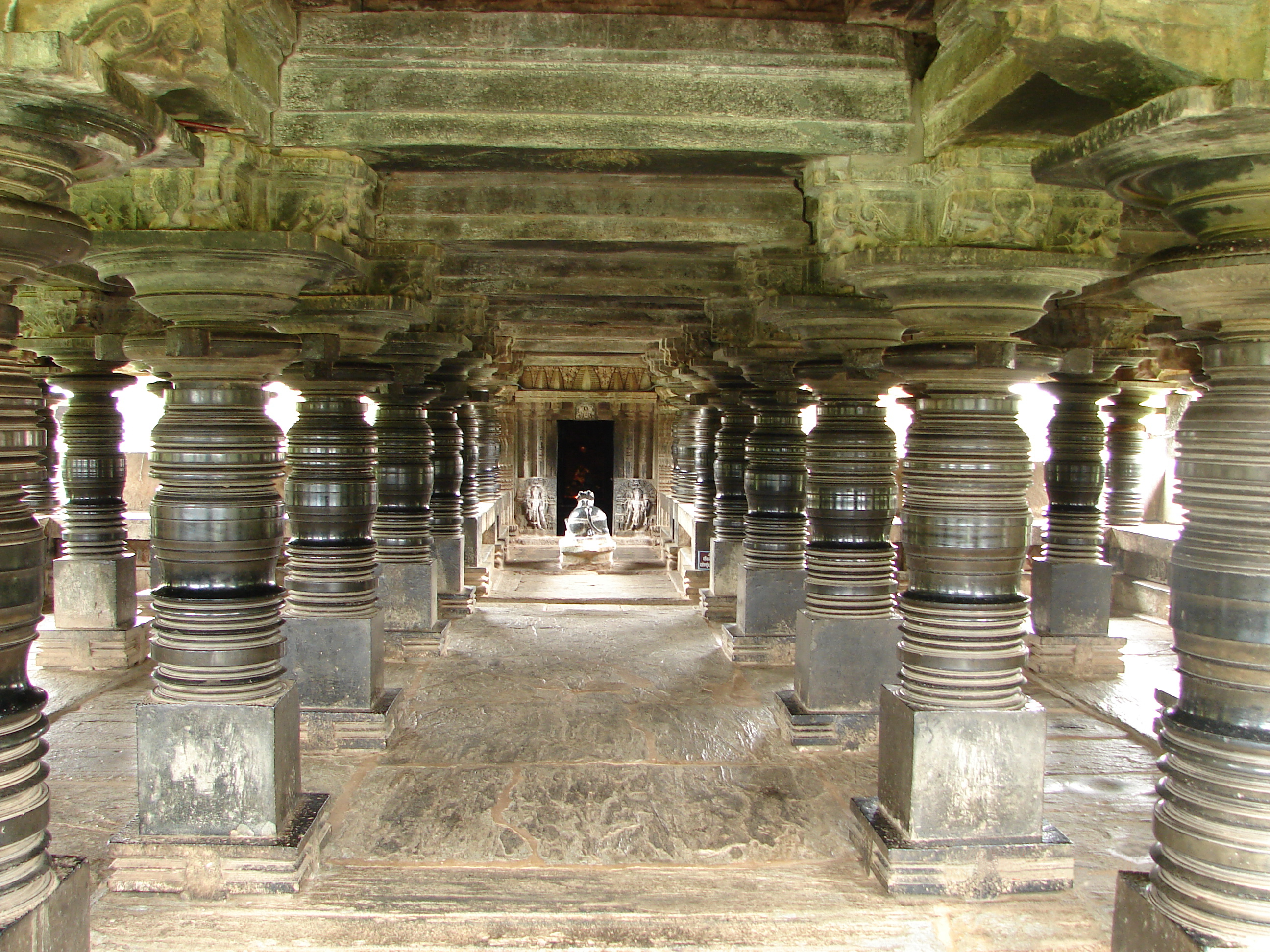
Mandapa du temple d'Amrutesvara (fin XIIe siècle).

Le mandapa (sanskrit मण्डप| maṇḍapa), également orthographié dans le sud de l'Inde mantapa ou mandapam, est une salle à colonnes dans l'architecture des temples hindouistes. Il se situe entre le saint des saints (garbha griha) et l'entrée du temple . En Asie du Sud-Est, dans l'ancien Champā, le mandapa se situe en dehors de l'enceinte, et dans l'axe du sanctuaire principal. Cette salle, la première adjonction historique dans le développement du temple hindou, est généralement considérée comme une pièce de méditation où le fidèle se recueille avant d'accomplir la pûjâ dans le sanctuaire à proprement parler.

## Les divers types de mandapa
Si un temple a plus d'un mandapa, chacun est affecté à une fonction différente et reçoit un nom afin de refléter son utilisation  :
- Ardha Mandapa - Espace intermédiaire entre l'extérieur du temple et le garbha griha, ou les mandapas intermédiaires quand ils existent.
- Asthana Mandapa - Salle de l'Assemblée
- Kalyana Mandapa - destiné à la célébration du mariage rituel du Seigneur avec la Déesse. En termes contemporains, il représente aussi un espace dans lequel un mariage hindou est effectué. La mariée et le marié tournent autour d'un feu sacré allumé par le prêtre officiant au centre du mandapa.
- Maha Mandapa - (Maha = grand). C'est le plus grand des mandapas quand il y en a plusieurs. Cette salle est utilisée pour des discours religieux. Le maha mandapa est parfois bâti selon un axe transversal qui se traduit par une forme de transept (mais sans relation avec une forme de croix). À l'extérieur, ces transepts se terminent par une grande baie qui apporte lumière et fraîcheur à l'intérieur du temple.
- Nandi Mandapa (ou Nandi mandir) - Dans les temples de Shiva, pavillon avec une statue du taureau sacré Nandi, qui regarde vers la statue ou le lingam de Shiva.
- Ranga Mandapa
- Meghanath Mandapa
- Namaskara Mandapa
- Open Mandapa

## Autres langues

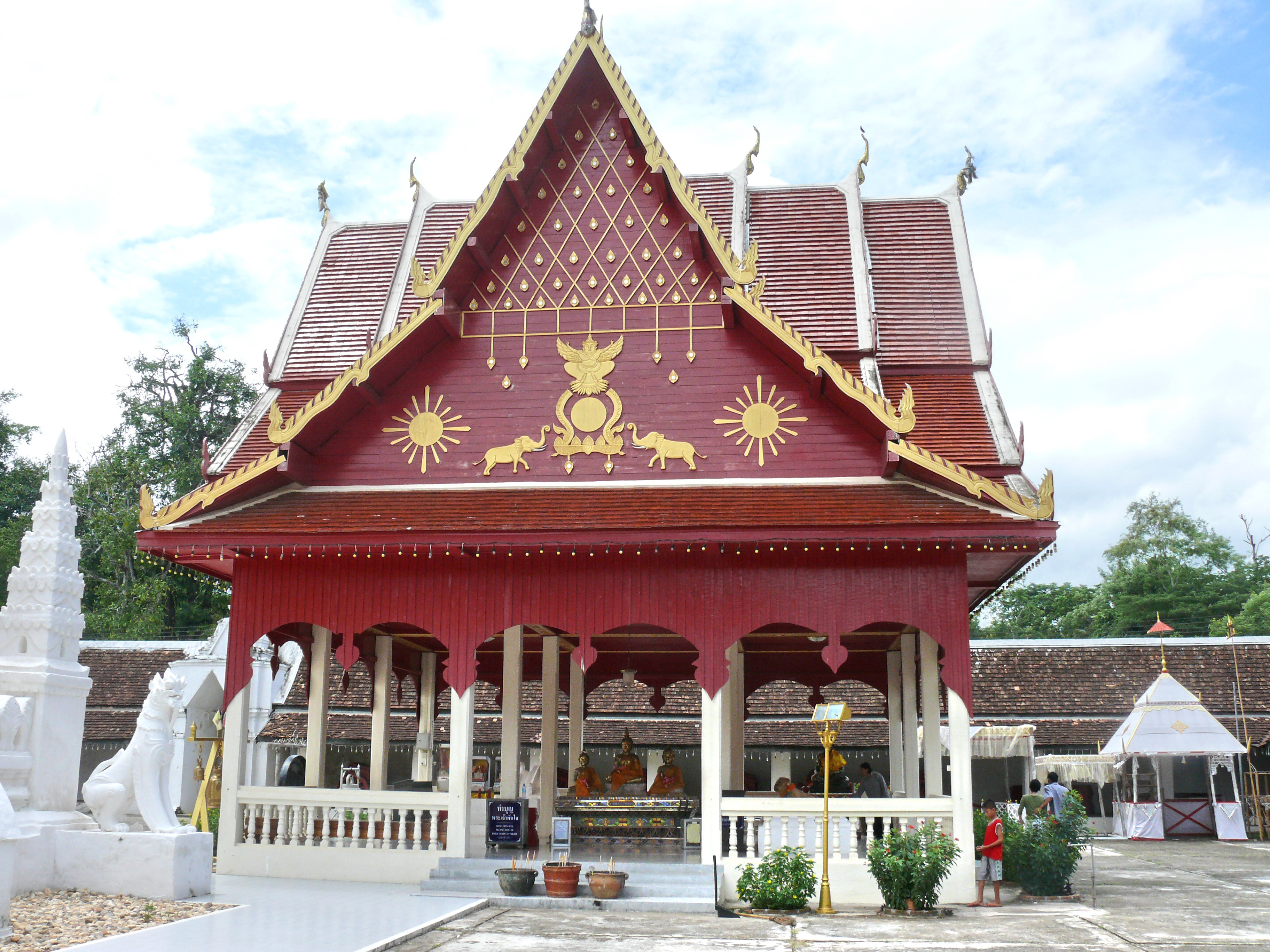
Mondop du Vat Phra That Chae Haeng de Nan (Thaïlande).

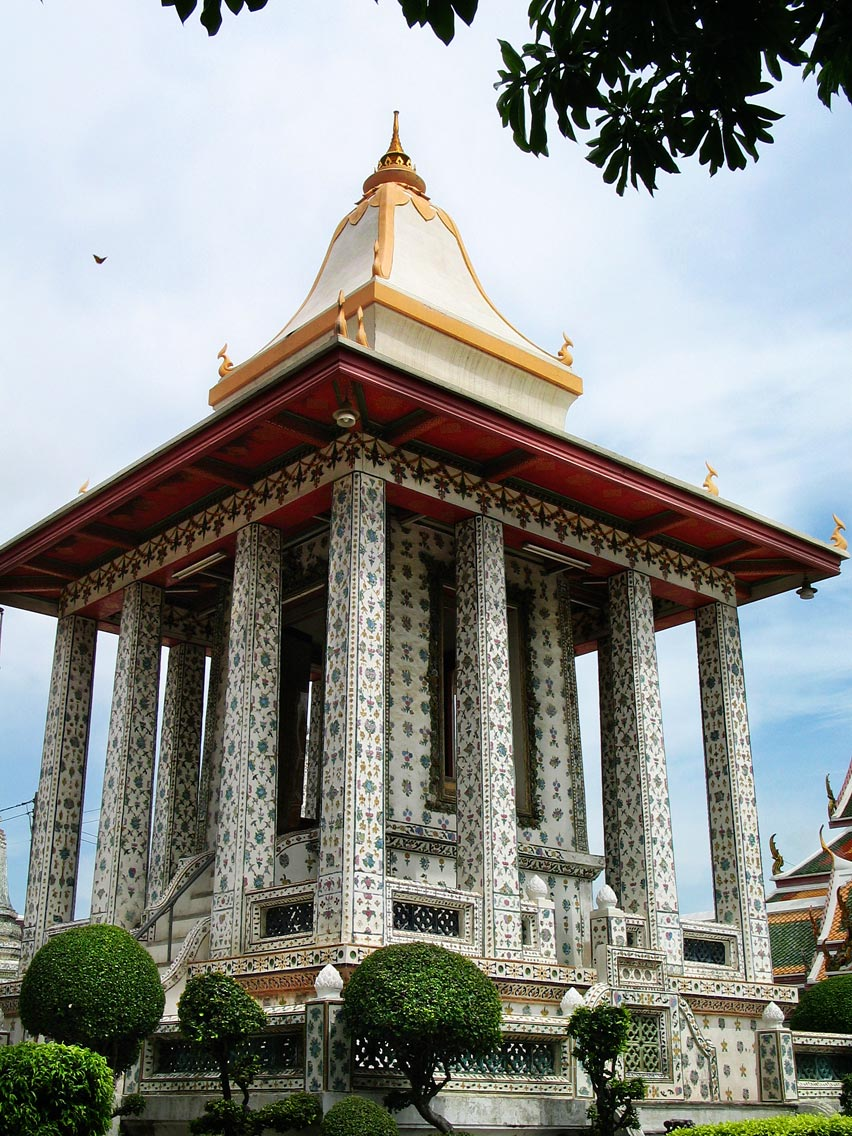
Mandapa (bibliothèque) du Wat Arun de Bangkok

- birman : mandat, issu du pâli mandapa. C'est une plateforme d'où les fidèles aspergent d'eau les passants pendant la fête bouddhiste de Thingyan.
- thaï : mondop. Dans l'architecture des temples thai, on le trouve en tant que bibliothèque du temple (Hor Trai) ou en tant qu'autel comme dans le Wat Chiang Man à Chiang Mai